# Фридрих I (Лотарингия)
Вижте пояснителната страница за други личности с името Фридрих I.
Фридрих I или Фери (на немски: Friedrich von Bitsch, Friedrich I von Lothringen, на френски: Ferry I de Lorraine; * 1143, † 7 април 1207) от фамилията Дом Шатеноа, е херцог на Горна Лотарингия от 1206 до смъртта си.

## Живот
Той е вторият син на Матиас I († 1176), херцог на Горна Лотарингия, и Берта от Швабия (1123 – 1195), дъщеря на Фридрих II, херцог на Швабия (Хоенщауфен). Майка му, която е наричана още и Юдит фон Щауфен, е племенница на крал Конрад III и сестра на по-късния император Фридрих Барбароса.
От 1155 г. Фридрих е господар на Бич, от 1196 г. херцог на Бич. След тригодишна война през май 1179 г., според сключения мирен договор, с който фактически Лотарингия се разделя на две, брат му Симон II получава франкофонксия юг, а Фридрих получава немскоговорещия север и господствата Жербевийе и Орм при Нанси. След смъртта на бездетния му брат Симон II († 1206) той се прокламира за херцог на Лотарингия. Фридрих умира след една година и е погребан в абатството Щурцелброн.

## Фамилия
Фридрих I се жени през 1160 г. за Людмила от Полша († 1223), дъщеря на Мешко III Стари, херцог на Велика Полша от род Пясти, син на Саломе фон Берг († 1144), роднина на Хоенщауфените. Двамата имат 13 деца:
- Фридрих II (Фери), херцог на Лотарингия († 1213); ∞ Агнес от Бар († 1226) дъщеря на Теобалд I, граф на Бар и Люксембург († 1226) от Дом Скарпон
- Матеус († 1217), 1107 елект на Тул
- Хайнрих († пр. 1390), господар на Байон
- Дитрих († пр. 1390), господар на Антини
- Филип († пр. 1240), господар на Жербевийе
- Юдит († сл. 1242); ∞ Хайнрих III († 1246), граф на Салм (Вигерихиди)
- Кунигунда († пр. 1213), Валрам IV († 1226), херцог на Лимбург
- Хедвиг († сл. 1228); ∞ Хайнрих I († 1228), граф на Цвайбрюкен
- дъщеря, 1209 – 1233 абатиса на Ремиремонт
- Агате († 1242), 1232 абатиса на Ремиремонт